# Čepin
Čepin je općina i naselje u Hrvatskoj. Nalazi se u Osječko-baranjskoj županiji.

## Zemljopis
Čepin se nalazi 9 km jugozapadno od Osijeka. Leži između 92 – 94 metra nadmorske visine između 45°30´ sjeverne zemljine širine i 18°24´istočne zemljine dužine. 
Naselje se nalazi u području tipično umjerene kontinentalne klime s prosječnom temperaturom ljeta 20 – 23 °C, a zimi iznad –2 °C pravilnim rasporedom oborina tijekom godine (podatak iz 1987. godine).
Površina Čepina iznosi 106 km². Poljoprivredne površine čine 8453, a šumske površine 1045 ha.
Naselja: Beketinci, Čepin, Čepinski Martinci, Čokadinci, i Livana.

## Stanovništvo
- Broj stanovnika (popis 2001.): 12.901
- Broj kućanstava: 3915
- Broj stanovnika (popis 2011): 11.599

Po popisu stanovništva iz 2001. godine, općina Čepin imala je 12.901 stanovnika, raspoređenih u 6 naselja:
- Beketinci – 700
- Čepin – 9502
- Čepinski Martinci – 700
- Čokadinci – 183
- Livana – 750
- Ovčara – 1066

Po popisu stanovništva iz 2011. godine, općina Čepin imala je 11 599 stanovnika, raspoređenih u 5 naselja (od zadnjeg popisa Ovčara je pripojena Čepinu):
- Beketinci – 613
- Čepin – 9500
- Čepinski Martinci – 663
- Čokadinci – 173
- Livana – 650

### Nacionalni sastav, 2011.
- Hrvati – 10 875 (93,76 %)
- Srbi –  529   (4,56 %)
- Mađari –  25 (0,22 %)
- Slovaci* Nijemci –  24 (0,21 %)
- Nijemci – 21 (0,18 %)
- Bošnjaci – 18 (0,16 %)
- Albanci – 16 (0,14 %)
- Makedonci – 6 (0,05 %)
- Crnogorci – 5 (0,04 %)
- Rusini – 5 (0,04 %)
- Slovenci –  5 (0,04 %)
- Poljaci – 2 (0,02 %)
- Česi – 1  (0,01 %)
- Rusi – 1 (0,01 %)
- Talijani – 1 (0,01 %)
- Turci – 1 (0,01 %)
- Ukrajinci – 1 (0,01 %)
- ostali – 16 (0,12 %)
- neopredijeljeni – 208 (1,61 %)
- nepoznato – 26 (0,20 %)

### Nacionalni sastav, 2001.
- Hrvati – 11.910 (92,32 %)
- Srbi – 625 (4,84 %)
- Mađari – 31 (0,24 %)
- Nijemci – 25 (0,19 %)
- Slovaci – 24 (0,19 %)
- Crnogorci – 10 (0,08 %)
- Bošnjaci – 7 (0,05 %)
- Makedonci – 5 (0,04 %)
- Rusini – 5 (0,04 %)
- Slovenci – 4
- Albanci – 1
- Česi – 1
- Rumunji – 1
- Turci – 1
- Ukrajinci – 1
- ostali – 16 (0,12 %)
- neopredijeljeni – 208 (1,61 %)
- nepoznato – 26 (0,20 %)

| broj stanovnika | 3854  | 4830  | 3891  | 4165  | 4763  | 5827  | 5816  | 6565  | 7857  | 7460  | 8405  | 9508  | 10584 | 12285 | 12901 | 11599 | 9665  |
|                 | 1857. | 1869. | 1880. | 1890. | 1900. | 1910. | 1921. | 1931. | 1948. | 1953. | 1961. | 1971. | 1981. | 1991. | 2001. | 2011. | 2021. |

| broj stanovnika | 2965  | 3793  | 2988  | 3166  | 3618  | 4422  | 4353  | 4640  | 5239  | 5161  | 6206  | 6310  | 7286  | 8745  | 9502  | 9500  | 8001  |
|                 | 1857. | 1869. | 1880. | 1890. | 1900. | 1910. | 1921. | 1931. | 1948. | 1953. | 1961. | 1971. | 1981. | 1991. | 2001. | 2011. | 2021. |

## Uprava
- Načelnik: Dražen Tonkovac
- Zamjenici načelnika: Ivan Žeravica i Mateja Kalajžić
- Predsjednik Općinskog vijeća:

## Povijest

### Područje Čepina u prapovijesti

###### LokalitetTursko groblje (Ovčara)
Čepin i njegovo područje imaju vrlo staru prošlost. Njezini počeci sežu, kako to dokumentiraju arheološki nalazi, u vrijeme srednjeg neolitika (mlađe kameno doba). Neolitička naselja u okolini Čepina formirala su se na niskim uzvišenjima na rubu plavne zone Drave, koja su i za najviših voda morala biti suha. Dio su kompleksa, više ili manje istovremenih naselja što su se prostirala od Dunava na istoku, pa sve do sjeverozapadne Slavonije, od kojih najveća su bila u Osijeku, Klisi, Ivanovcu, Brođancima i Samatovcima. 
Jedan od lokaliteta za koje se najprije saznalo je niski brežuljak, zapadno od ceste Osijek – Đakovo, nasuprot naselja Ovčara (Lokalitet pod oranicom) na južnom izlazu iz sela. U Arheološkom muzeju u Osijeku nalaze se različiti predmeti s tog nalazišta: ulomci keramičkih posuda, kamene alatke, glinene kugle, kralješci, dijelovi kamenih posuda, kamene alatke, životinjske kosti itd. Na temelju arheološkog nalazišta, arheolozi su zaključili kako je riječ o Sopotskoj kulturi koja se u vremenu srednjeg i kasnog neolitika rasprostirala većim dijelom Slavonije i Srijema. 
Keramika ove kulture jednostavnih je oblika i rijetko je ukrašena. Kao i kod ostalih prapovijesnih kultura, razlikuje se gruba (za svakodnevnu uporabu u domaćinstvu) i fina (često obredna) keramika. Repertoar oblika je prilično oskudan; to su razne zdjele, lonci, tave i plitice. Finije posude ponekad su ukrašene urezivanjem, ubadanjem ili bojanjem, a najčešće su sive do crne boje. 
Lokalitet "Ovčara" i "Tursko groblje" je istovjetni lokalitet, pri čemu je drugi spomenuti naziv dobiven od strane lokalnog stanovništva. 
Ostali lokaliteti
- Lokalitet "Klenje" – Sjeverozapadno od Čepina, tijekom 19. stoljeća, izorani su bakreni predmeti za koje se vjeruje da su bili dio ostave (kućni maz, keramika i kosti).
- Lokalitet "Bare" – Otkriven 1976. godine kopanjem kanala gdje su otkriveni ostatci iz djelomice razorenog naselja: ulomci kućnog maza, keramika sopotske kulture, razne kamene i koštane alatke. Rijedak i vrijedan nalaz su narukvica i privjesak od spondyla (vrste mediteranske školjke) koja je trgovinom dospijevala u Panoniju.
- Lokalitet "Selište" – Mjesto čestog izoravanja, sadržavalo je kameno oruđe, keramika i ljudske kosti, što ukazuje na mogućnost postajanja nekropole. S ovog lokaliteta potječe i brončana sjekira "Kelt", tipična za kasno brončano doba.
- Lokalitet blizu srednjovjekovnog grada "Kolođvara" – Na jugoistočnom rubu Čepina pronađeni su ostatci keramike i kamenih alatki, kakvi su pronalaženi i na ostalim nalazištima.
- Lokalitet "Urbar (Lug)" – 1956. godine istočno od željezničke stanice u Čepinu, izolirana je još jedna sjekira što ukazuje eneolitičkih lokaliteta na ovom području.
- Iskopi u okolini Čepina – trake od tankog zlatnog lima (46 i 51 cm).

### Čepin od rimskog do turskog doba
Za Čepin u rimsko doba ne raspolaže se s mnogo podataka, ali pretpostavlja se da je bio u uskoj vezi s rimskom Mursom. Na prethodno spomenutom lokalitetu "Tursko groblje", pronađeni su i ostatci iz rimskog doba. Područje Čepina bilo je naseljeno u rimsko doba plemenima Andizeta. 
Nakon mongolske provale 1242. počeli su se razvijati događaji, koji će prvi put prikazati povijesne izvore imena Čepin. 1258. godine kralj Bela IV. darovao je trojici sinova župana Kleta: Ladislavu, Filipu i Grguru, kao nagradu što su ga pratili u borbama s Mongolima 1242. od Jadrana, tri posjeda u vukovarskoj županiji, Kos (Košku), Dumbo (Tenja) i Kendčapu (Čepin), koje je izuzeo od jurisdikcije vukovarske utvrde (Klaić, 1983). Čepin se kao villa seu possessio Chapa spominje u ispravama od 1290. do 1469., a kao opidium (naselje i utvrda) 1454. godine. 
Od srednjovjekovnog Čepina, nema puno nalaza. Osim pojedinačnih nalaza oružja, oruđa, keramike i grobova s raznih mjesta na području Čepina i njegove okoline, najviše ih se pronašlo na lokalitetu Turskog groblja. 
1526. godine kada je došlo do pada Osijeka i Čepin je postao dio turskih osvajanja te je postao dio Požeškog sandžaka gdje su stanovnike Čepina u većini činili Mađari (Kalvini). 

### Mjesto poslije odlaska Turaka
Povijesni izvori nakon odlaska Turaka uništeni su kao posljedica povlačenja s ovih područja, dok se jedan dio nalazi u stranim arhivima. Kao posljedica povlačenja navodi se da od 452 tadašnja naselja, 70 je ostalo naseljeno (Mažuran, 1988.). Komorski popis iz 1696. godine navodi da je Čepin napušten kako i većina okolnih mjesta. 
1699. godine počinje val doseljavanja iz Bosne i Hercegovine, Mačve i Šumadije te Baranje i Bačke te Srbima iz južne Mađarske (Bosendorfer, 1953.). Kao vojno dobro, Čepin se održao do 1751. godine te je jedno od rijetkih dobara koje je tako dugo ostalo pod vojnom upravom Habsburške monarhije i nakon toga prelazi pod upravu Dvorske komore čiji je vrhovni gospodar vladar ili država. Prodajom čepinskih posjeda vlastelinu Ivanu Kapistranu Adamoviću 1765. godine postaje njegov feudalni posjed koje mu je predano od carice Marije Terezije 3. siječnja 1765. godine. Pet godina kasnije dobiva i plemićki naslov "De Csepin" (Čepinski). Smatra se jednim od najnaprednijih gospodarstvenika budući da je čepinski posjed, u svoje vrijeme, podigao na razinu najrazvijenijih u Mađarskoj, Hrvatskoj i Slavoniji, a posebno se ističe zbog isušivanja stoljetnih voda u okolici (izgradnja Bobotskog kanala i usmjeravanje vode u rijeku Vuku). Gospodarstvo mještana Čepina u to vrijeme uglavnom se temeljio na poljoprivredi i stočarstvu (pogotovo uzgoju svinja), ali i na tradicionalnoj trgovini. 
Tada brojnije, srpsko stanovništvo je već 1739. godine imalo pravoslavnu crkvu sačinjenu od drveta i blata, a kamen za novu pravoslavnu crkvu postavljen je 1757. godine. Spomenuta crkva srušena je ratnim nedaćama 1942. godine (Šević, 1982). Katoličko stanovništvo nije imalo vlastitu župu sve do 1860. godine i do tada su pripadali pod župu u Brođancima. Prva Crkva u Čepinu sagrađena je tek 1771. godine i održana je do danas (Župa Presvetog Trojstva Čepin) 
Proces defeudalizacije počeo je početkom 19. stoljeća, a konačno je završen u ovim krajevima 1848. godine. Raniji kmetovi postali su slobodni seljaci dobivši urbijalnu zemlju, nešto pašnjaka i šuma, te je formirana upravna općina Čepin koja je svoje konačno uređenje dobila 1870. godine. Poslije 1850-ih godina, Čepin se sve više počeo širiti uz cestu Osijek-Đakovo, jer je ranije bio ograničen vlastelinskim odredbama. Posljedično, u drugoj polovici 19. stoljeća, sve više se javlja obrtnika u Čepinu (kovači, strojobravari, kolari, stolari, remenari, mesari itd.) 
Elektrifikacija Čepina zabilježena je i prije Prvog svjetskog rata. Naime, električnu energiju je mještanima Čepina isporučivao trokatni paromlin Emerica dol koji je izgorio u požaru 1913. godine. Novi pregovori započeli su tek 1938. godine kada je Čepin počeo planirati isporuku električne energije od gradske elektrane u Osijeku. Konačna elektrifikacija dovršena je 1941. godine.

## Gospodarstvo
Ovaj dio županije je jedan od većih proizvođača poljoprivrednih proizvoda u Hrvatskoj: suncokreta, kukuruza i pšenice. Tvornica ulja je jedan od većih poslodavaca.
Osnovna djelatnost tvornice ulja je proizvodnja sirovih i rafiniranih ulja te je u toj djelatnosti najveći proizvođač u Hrvatskoj.
Tvornica ulja Čepin počela je s radom 1942. godine. Tada je imala instalirani kapacitet prešaone 5.000t godišnje prerade suncokreta te instalirani kapacitet rafinerije od 1.250t na godinu.
Do 1945. godine nalazi se u privatnom vlasništvu, a od te godine prelazi u društveno vlasništvo i posluje u sastavu PIK-a Čepin.
1961. godine se uključuje u sastav IPK Osijek u čijem se vlasništvu nalazi i danas.

## Poznate osobe
- Borivoj Dovniković filmski redatelj, animator, karikaturist, ilustrator i grafički dizajner[5]
- Siniša Ergotić (atletičar) direktor Hrvatskog atletskog saveza[6]
- Jelena Dokić (tenisačica)
- Slobodanka Čolović (atletičarka)
- Geza Pašti zagovornik za demokratsku suverenu i slobodnu Hrvatsku u doba SFRJ
- Antun Travirka, hrvatski likovni kritičar i povjesničar umjetnosti i sveučilišni profesor
- Ivan Kapistran Adamović, hrvatski veleposjednik i ekonomski pisac

## Spomenici i znamenitosti
- Spomenik Ignji Batrneku Malom
- Porušeni spomenik iz NOB-a
- Zvonik u Bari

- U Čepinu su tri rimokatoličke župe (u đakovačko-osječkoj nadbiskupiji):
  - župa Presvetog Trojstva s filijalom u Ovčari[7]
  - župa Uskrsnuća Kristova
  - župa Duha svetoga.

Župe od 23. rujna 2004. godine pripadaju Čepinskom dekanatu. 
- U mjestu djeluju i Srpska pravoslavna crkva te Evanđeoska pentekosna crkva "Radosna vijest" i postoji sakralni objekt na Ovčari.[8]

## Obrazovanje
Povijest bilježi da je školstvo u Čepinu započelo 1787. godine kao posljedica otvaranja pučkih škola u okolici na temelju carskog ukaza.
Osnovna škola Miroslava Krleže
Početci škole sežu u 1899. godinu kada je sagrađena stara škola zgrada na prostoru današnje zgrade osnovne škole. 
Osnovna škola Vladimir Nazor

## Kultura
- Centar za kulturu Čepin – Knjižnica
- Kulturno umjetničko društvo "Ivan Kapistran Adamović" Čepin

## Udruge
- Dobrovoljno vatrogasno društvo Čepin – Osnovano je 1888. godine te je najstarija udruga s područja Općine Čepin. Sjedište Društva nalazi se u ulici Kralja Zvonimira 105 u Čepinu.

## Šport
- NK Klas Čepin (2. ŽNL Osječko-baranjska, NS Osijek, 2020./21.).
- NK Čepin (3. HNL – Istok)
- OK Čepin, ženski odbojkaški klub

Navijači nogometnog kluba Čepin zovu se Siouxi, a utemeljila ih je 1994. godine grupa mladića iz novog Čepina. Nakon 11 godina Siouxi se ponovo okupljaju sada mlađem sastavu.

## Vanjske poveznice
- Službene stranice Općine Čepin
- DVD Čepin  Arhivirana inačica izvorne stranice od 26. rujna 2020. (Wayback Machine)

|  | Portal Hrvatske: pristup člancima s tematikom o Hrvatskoj |